# Catedral de los Tres Reyes (Timika)
La Catedral de los Tres Reyes o simplemente Catedral de Timika (en indonesio: Katedral Tiga Raja) es el nombre que recibe un edificio religioso que pertenece a la Iglesia católica y se encuentra ubicado en la localidad de Timika en la provincia de Papúa en el este del país asiático de Indonesia.
El templo sigue el rito romano o latino y funciona como la iglesia madre o principal de la diócesis de Timika (Dioecesis Timikaënsis o bien Keuskupan Timika) que fue creada en el 2003 mediante la bula "Supernum evangelizationis" del papa Juan Pablo II.
El edificio fue construido entre 2004 y 2005 y fue consagrada formalmente en el 2010 con la presencia del nuncio apostólico (embajador de la Santa Sede en Indonesia) Leopoldo Girelli. La estructura puede recibir 2 mil feligreses y alcanza una altura máxima en su torre de 55 metros.
Esta bajo la responsabilidad pastoral del obispo John Philip Saklil.
En 2015 la catedral sufrió un ataque de soldados indonesios en el que murieron 2 personas del grupo de Jóvenes Católicos.

## Véase también

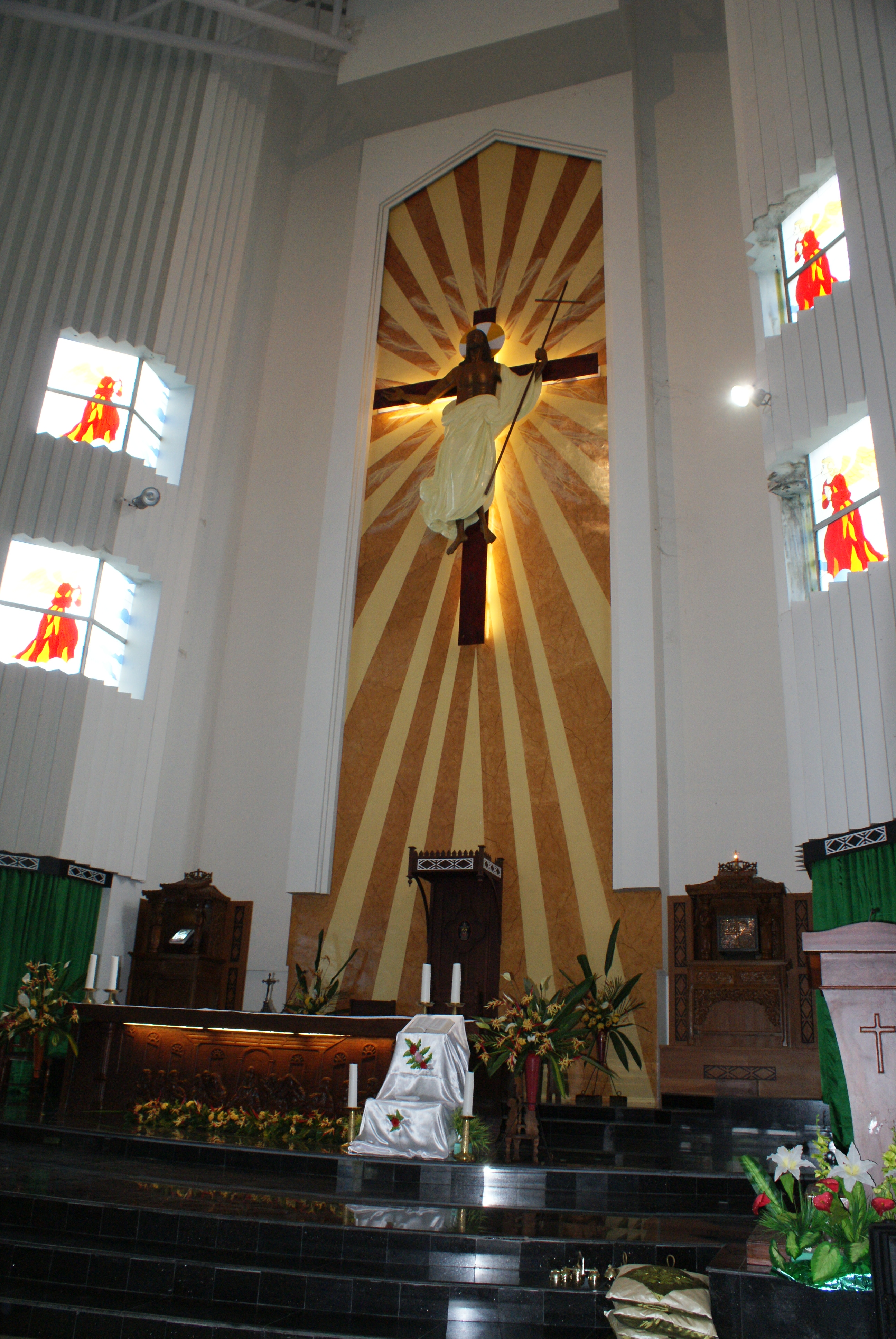
Vista interna